# Cerapachys constrictus
Cerapachys constrictus é uma espécie de formiga do gênero Cerapachys.